# Паоло дал Поцо Тосканели
Паоло дал Поцо Тосканели (1397 — 10. мај 1482) био је италијански астроном, математичар и космограф.

## Биографија
Паоло дал Поцо Токсанели је рођен 1397. године у Фиренци као син физичара Доменика Тосканелија. Не постоје прецизни подаци о његовом образовању: Густаво Уцјели је 1894. године тврдио да је Тосканели студирано на Универзитету у Падови, али модерни научници ово сматрају само чистом претпоставком.
Захваљујући дугом животу, интелигенцији и широким интересовањима, Тосканели је био једна од централних фигура интелектуалне и културне историје ренесансне Фиренце у њеним ранијим периодима. Његов круг пријатеља чинили су познати научници и виђенији Фирентинци, међу којима су били и архитекта Фирентинске катедрале, Филипо Брунелески, али и филозоф Марсилио Фичино; познавао је и Леона Батисту Албертија, математичара, писца и архитекту; као и његовог најближег пријатеља, кардинала Николу Кузанског, интелектуалца и раног хуманисту широких схватања који је посветио два математичка рада Тосканелију, оба написана 1445. године, и био Тосканелијев саговорник у дијалозима названим Квадратура круга (De quadratura circuli) написаним 1458. године.
Верује се да је Тосканели, заједно са Николом Кузанским, припадао мрежи фирентинских и римских интелектуалаца који су трагали за и изучавали дела грчких математичара, а групи су такође припадали Франческо Филелфо, Георгиос Трапезунтиос и папа Никола V, заједно са Тосканелијевим пријатељима, Албертијем и Брунелескијем.
Око 1468. године Тосканели је креирао гномон који се и данас може видети у Фирентинској катедрали: бронзана плоча на куполи високо изнад левог трансепта и кружна бела мермерна плоча на поду катедрале, која бележи летњи солстициј са прецизношћу од ±0,5 секунди и која се и тада, а и вековима након тога користила за разне прорачуне као што је редовно кретање Сунца; у суштини представља претечу камере опскуре.
Године 1439, грчки филозоф Гемистос Плетон, присуствујући Фирентинској унији, упознао је Тосканелија и говорио му о путовањима, писању и мапама грчког географа Страбона (1. век п. н. е/н. е), који је до тада био непознат у Италији. Скоро 35 година касније, Тосканели се заинтересовао за Страбона и почео да прошири своје знање о њему.
Године 1474, Тосканели је послао писмо и мапу свом португалском кореспонденту Фернау Мартинсу, свештенику у Лисабонској катедрали, подробно описујући и шематизујући пловидбу на запад како би се стигло до Молучких острва и Азије. Мартинс је писмо проследио краљу Алфонсу. Оригинално писмо је изгубљено, али је његово постојање познато преко самог Тосканелија, који га је касније транскрибовао и заједно са мапом послао Кристоферу Колумбу, који га је носио са собом током свог првог путовања у Нови свет. Тосканели је погрешно прорачунао Азију, сматрајући да је око 8.000 km дужа него што јесте, док је Колумбо за 25% погрешно прорачунао обим Земље, што је резултирало да Колумбо првобитно није ни схватио да је открио нови континент.
Тосканели је већи део свог живота провео у Фиренци, са повременим излетима до Тодија и Рима. Говорио је да је био у кореспонденцији са бројним научницима широм Европе, али његови списи још увек нису подробније истражени. Непотврђена прича каже да је Тосканели присуствовао посети кинеске делегације папи 1432. године, када је говорено о бројним кинеским изумима. Причу донекле поткрепљују бројни цртежи уметника-инжењера Таколе (1382 — c. 1453), настали отприлике у то време, а које су касније развијали Брунелески и Леонардо да Винчи.
У писму из 1474. године, које је Тосканели послао Колумбу и чија аутентичност представља предмет неслагања међу научницима, Тосканели помиње посету људи из Катаја (Кина) током владавине папе Евгенија IV (1431—1447):
| „                                             | Такође, у Евгенијево време, један од њих [од Катаја] дошао је код Евгенија и потврдио њихову велику наклоност према Хришћанима, а ја сам дуго разговарао са њим о различитим темама, о величини њихових река у дужини и даху, као и о мноштву градова на обалама истих. Он је рекао да је на једној реци смештено готово 200 градова са великим, дугачким и широким мермерним мостовима са украшеним стубовима. Ова земља је вредна проналажења од стране Латина, не само због великог богатства које се може добити од тога — злато и сребро, све врсте драгуља и зачини који никада нису стигли до нас — већ и због њихових учених људи, филозофа и стручних астролога, због такве вештине у уметности и провинцијском управљању, али и због њиховог начина вођења ратова. | ” |
| — Извод из првог Тосканелијевог писма Колумбу | |   |

Претпоставља се да је у питању Николо да Конти, који се у том периоду вратио са истока и зна се да се срео са папом Евгенијем 1444. године. У следећем писму, Тосканели је описао ове људе као веома учене и вољне да поделе своје знање:
| „                                       | Поменуто путовање не само да је могуће, већ је и истинито и сигурно је да је часно и да ће донети непроцењиви профит и велику славу међу свим Хришћанима. Али, ово се не може знати са сигурношћу, осим кроз искуство и вежбу, какве сам ја имао у облику најобимнијих и добрих и тачних информација од угледних и учених људи који су дошли из поменутих делова овде на суд у Риму, као и од других који су трговци, а који су дуго имали посла у тим крајевима, људи високог ауторитета. | ” |
| — Извод из Тосканелијевог писма Колумбу | |   |